# Sandra Piñeiro Fungueiriño
Sandra Piñeiro Fungueiriño (Boiro, Galicia, 24 de abril de 1996) es una remera profesional española, que compite en el Club de Remo Orio de la Liga Euskotren, la primera división española de traineras.

## Biografía
Comenzó su trayectoria en el Club de Remo Cabo De Cruz. Tras siete años en el club, fichó por el Club de Remo Náutico Riveira donde permaneció durante 2 años. En 2018, Club de Remo Orio la incorporó a su equipo.
En julio de 2019, Piñeiro fue la protagonista de la imagen de la temporada, cuando al romperse el tolete que sujetaba su remo y el propio remo, siguió remando sin él, para mantener el ritmo y el equilibrio de la trainera, y no entorpecer a sus compañeras. Su trainera, que iba en primera posición cuando ocurrió este percance, consiguió finalmente hacerse con su sexta victoria en la liga femenina de traineras.
Ese año, las remeras de Orio, se proclamaron vencedoras  de la liga Euskotren.
Además de remera, está graduada en Ciencias de la Actividad física y realiza sus prácticas con los equipos bases del club de Orio.

## Palmarés
- 2019: Liga Euskotren
- 2020: Liga Euskotren

## Clubes
| Club                         | País   | Año       |
| ---------------------------- | ------ | --------- |
| Club de Remo Cabo de Cruz    | España | 2009-2016 |
| Club de Remo Náutico Riveira | España | 2017-2018 |
| Club Remo Olímpico Orio      | España | 2019-2021 |